# Crescencio Gutiérrez
Crescencio Gutiérrez Aldana (* 26. Oktober 1933 in Guadalajara, Bundesstaat Jalisco; † 21. Juli 2025) war ein mexikanischer Fußballspieler, der zwischen 1952 und 1962 für Chivas Guadalajara spielte und Teil jener legendären Mannschaft war, die in den neun Jahren zwischen 1957 und 1965 siebenmal mexikanischer Meister wurde und den Beinamen „Campeonísimo“ erhielt. Bekannt war er auch unter seinem Spitznamen „Mellone“. Diesen hatte er in Erinnerung an den paraguayischen Fußballspieler Atilio Mellone erhalten, der einst für den Nachbarverein Oro gespielt hatte, weil ihre Art Fußball zu spielen sehr ähnlich war.

## Karriere
Gutiérrez spielte in der Regel auf der linken Seite und wurde sowohl im Mittelfeld als auch im Angriff eingesetzt, wo er seine Torgefährlichkeit noch besser ausleben konnte. In der Saison 1956/57 erzielte er 19 Treffer in 23 Spielen und wurde Torschützenkönig der mexikanischen Liga. Er war einer der zentralen Stützen des „Campeonísimo“. 
Sein Länderspieldebüt gab er am 7. April 1957 gegen die USA (6:0) und hatte einen äußerst verheißungsvollen Start in der Nationalmannschaft; denn in seinen ersten vier Länderspielen erzielte er jeweils ein Tor. Insgesamt absolvierte er 12 Länderspiele und schoss in diesen 6 Tore.
Gutiérrez wurde auch in den Kader der mexikanischen Nationalmannschaft berufen, der zur WM 1958 nach Schweden reiste, kam aber nur im ersten Spiel gegen den Gastgeber (0:3) zum Einsatz. Es sollte sein einziger WM-Auftritt bleiben. „Mellone“ nahm auch an einigen Qualifikationsspielen für die WM 1962 in Chile teil, zog sich aber noch vor der WM verärgert aus der Nationalmannschaft zurück, beendete seine Fußballerkarriere und übte fortan seinen Beruf als Elektrotechniker aus. 

## Erfolge
- Mexikanischer Meister (5): 1957, 1959, 1960, 1961, 1962
- Mexikanischer Supercup (4): 1957, 1959, 1960, 1961
- CONCACAF-Champions’-Cup-Sieger (1): 1962